# Scopula amazonata
Scopula amazonata là một loài bướm đêm trong họ Geometridae.